# Marktplatz 10 (Hohenwart)

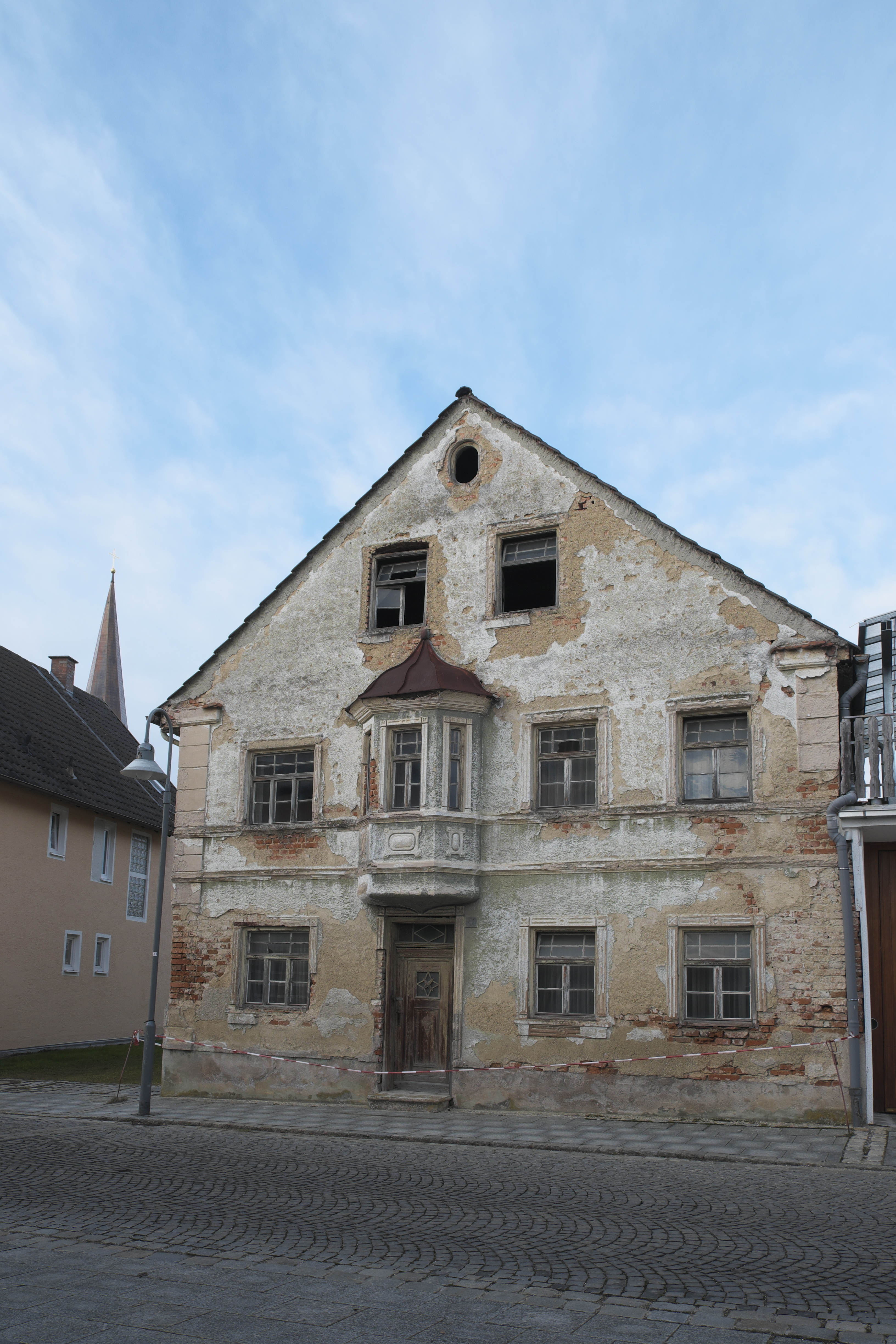
Wohnhaus Marktplatz 10 in Hohenwart (2020)

Das Gebäude Marktplatz 10 in Hohenwart, einer Marktgemeinde im oberbayerischen Landkreis Pfaffenhofen an der Ilm, wurde im 19. oder Anfang des 20. Jahrhunderts errichtet. Das Wohnhaus gehört zu den geschützten Baudenkmälern in Bayern.
Der zweigeschossige, giebelständige Satteldachbau mit Erker und Stuckdekor steht seit langem leer und verfällt.